# Portugals MotoGP 2008
Portugals MotoGP 2008 kördes på Autódromo do Estoril.

## MotoGP
Loppet innebar Jorge Lorenzos första seger i MotoGP. Efter att ha tagit pole position, tappade han ledningen till Valentino Rossi i början av racet. Rossis däck tog dock slut och både Lorenzo och Dani Pedrosa tog sig förbi. Lorenzo stod emot en tuff press från Pedrosa och vann racet. Casey Stoner hade en riktigt jobbig hel, där t.o.m. en ombordkamera lossnade, så han föll ner till elfte plats innan han fick av den. Han körde upp sig till en sjätte plats, men tappade mark i VM.

### Slutställning
| Placering | Förare           | Märke    |
| --------- | ---------------- | -------- |
| 1         | Jorge Lorenzo    | Yamaha   |
| 2         | Dani Pedrosa     | Honda    |
| 3         | Valentino Rossi  | Yamaha   |
| 4         | Colin Edwards    | Yamaha   |
| 5         | John Hopkins     | Kawasaki |
| 6         | Casey Stoner     | Ducati   |
| 7         | James Toseland   | Yamaha   |
| 8         | Chris Vermeulen  | Suzuki   |
| 9         | Loris Capirossi  | Suzuki   |
| 10        | Shinya Nakano    | Honda    |
| 11        | Alex de Angelis  | Honda    |
| 12        | Toni Elías       | Ducati   |
| 13        | Marco Melandri   | Ducati   |
| 14        | Sylvain Guintoli | Ducati   |
| 15        | Randy de Puniet  | Honda    |